# Gösta Westerlund (ishockeyspelare)
Sven Gösta Westerlund, född 5 februari 1936 i Gävle Heliga Trefaldighets församling, Gävle, död 24 juni 1985 i Huddinge församling, Stockholms län, var en svensk före detta ishockeyspelare.
Han startade sin karriär i Strömsbro IF och senare i Brynäs IF innan han hamnade i Gävle GIK. Det var här han vann sin första SM-guldmedalj 1957. Han spelade senare med Djurgården Hockey och vann SM-guld 1963. 
Han spelade totalt 36 matcher med Tre Kronor och var med i två VM, 1958 och 1959.

## Meriter
- SM-guld 1957, 1963
- VM-brons 1958, EM-silver 1958
- VM femma 1959, EM-brons 1959